# Jakob Fenk
Jakob Fenk (* 6. Juni 1879 in Sennwald; † 10. August 1968 in Altstätten), reformiert, heimatberechtigt in Altstätten, war ein Schweizer Politiker (FDP/SP).

## Biografie
Jakob Fenk, Sohn des Landwirts Johann Jakob Fenk, war nach Schulbesuchen in Sennwald-Frümsen als Vermessungsgehilfe beim Stadtforstamt in St. Gallen tätig. Nachdem Fenk eine Försterausbildung absolviert hatte, war von 1899 bis 1935 als Revierförster des Forstkreises Sennwald-Lienz-Rüthi eingesetzt. Zusätzlich betrieb er eine Landwirtschaft. Jakob Fenk war mit Anna, der Tochter des Johann Ulrich Leuener, verheiratet. Er verstarb 1968 zwei Monate nach Vollendung seines 89. Lebensjahres in Altstätten.
Jakob Fenk, zunächst Mitglied der Freisinnig-Demokratischen Partei, trat 1918 in die Sozialdemokratische Partei über. Er vertrat seine Partei von 1918 bis 1948 im St. Galler Grossrat, 1925 wurde er in den Nationalrat gewählt, dem er bis 1947 angehörte. Dazu amtierte Fenk von 1942 bis 1948 als Gemeindeammann von Sennwald, wo er ebenso wie im Bezirk Werdenberg zahlreiche politische Ämter bekleidete.  Das politische Engagement des 1962 zum Ehrenbürger von Sennwald ernannten Jakob Fenk galt den Anliegen der bäuerlichen Bevölkerung, insbesondere jenen der Kleinbauern.